# Camil Geis i Parragueras
Camil Geis i Parragueras   (Girona, 7 de febrer de 1902 - Sabadell, 16 de gener de 1986) fou un escriptor, compositor, poeta, músic i sacerdot catòlic català.

## Biografia

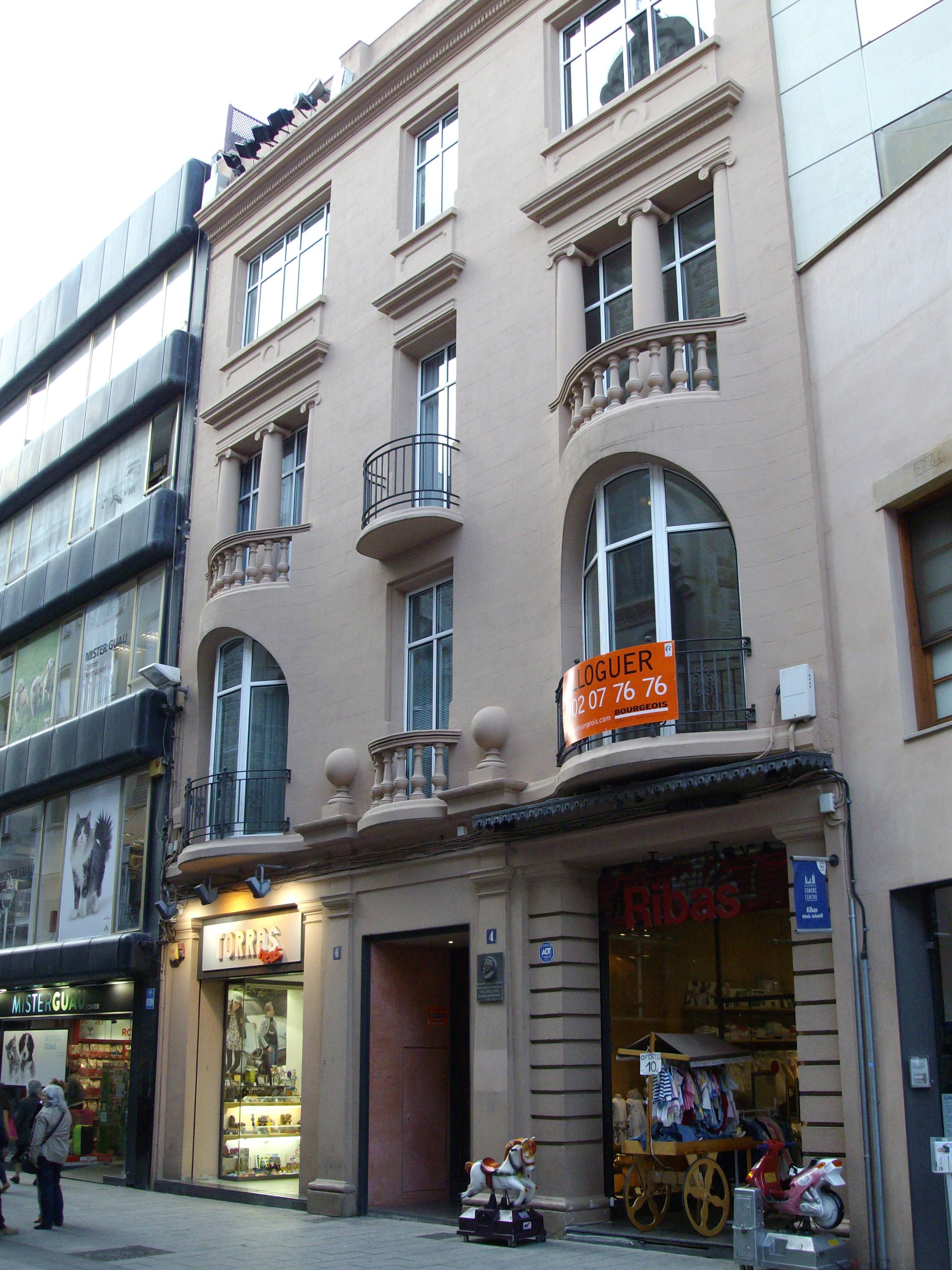
Casa Ramon Costajussà, Sabadell, on va viure des del 1929 fins a la seva mort.

Fill del barber del Pont Major, Girona, va estudiar com a alumne extern al Seminari de Girona durant onze anys.
L'ordenaren sacerdot el 1925 i tot seguit cursà música sacra a Barcelona. El seu primer destí com a sacerdot va ser Sant Feliu de Guíxols, on féu durant dos anys d'organista de la parròquia i hi funda una capella polifònica. Després va passar dos anys a la Cellera de Ter, on també dirigí una coral. L'any 1929 va guanyar la plaça d'organista a l'església de Sant Fèlix de Sabadell, ciutat on ja viuria i exerciria aquest càrrec fins a la seva mort.
Alternà les funcions d'organista i mestre de capella amb múltiples activitats espirituals i de signe pastoral a l'Hospital, a la Casa de Beneficencia, a l'Acció Catòlica i a diverses confraries.
Com a compositor té una gran obra, amb molts goigs, aplecs de nadales i música religiosa.
Participà molts cops als Jocs Florals i ja l'any 1918, amb setze anys, aconseguí un accèssit al premi ordinari. El 1933 i el 1935 la viola d'or i el 1971 és nomenat Mestre en Gai Saber.
El 1942 publicà Rosa mística, un recull de poesies, que fou el primer llibre català publicat legalment després de la Guerra Civil. Va fer classes de religió a l'Escola Industrial d'Arts i Oficis i a l'Institut Ferran Casablanques.
El 1971 la ciutat de Sabadell el nomenà fill adoptiu i el 1976 li va ser atorgada la medalla d'or de la ciutat.

## Obra

### Poesia
- 1931: Balades i cançons. Sabadell: Biblioteca sabadellenca, 25. Pòrtic d'Octavi Saltor.
- 1933: L'Antic filòsof i el modern poeta. Sabadell: Joventut Catòlica de Sabadell. Impremta Joan Sallent.
- 1935: Glossari de pietat. Sabadell: Biblioteca sabadellenca, 31. Pòrtic de Mossèn Pere Verdaguer.
- 1936: Horitzons i rutes. Igualada: Impremta Nicolau Poncell.
- 1942: Rosa mística. Sabadell: Successors de Joan Sallent. (Primer llibre publicat en català després de la guerra civil espanyola, 1936-1939)[5]
- 1946: Poemes de Nadal. Il·lustracions de Ricard Marlet. Barcelona: Edicions Torrell de Reus.
- 1947: Muntanya santa. Il·lustracions de Ricard Marlet. Barcelona: Edicions Torrell de Reus.
- 1948: Fulles d'heura. Il·lustracions de Joan Vilacasas. Barcelona: Edicions Torrell de Reus.
- 1950: Veni Creator. Barcelona: Edicions Torrell de Reus. Il·lustracions de Joan Maurí Espadaler.
- 1950: Poemes eucarístics. Barcelona: Edicions Torrell de Reus.
- 1952: Geòrgiques eucarístiques. Sabadell: Fundació Mossèn Cardona.
- 1955: Obres de Mossèn Camil Geis, 1. Balades i cançons. Horitzons i rutes. Poemes de Nadal. Fulles d'heura. Barcelona: Editorial Arca.
- 1956: Obres de Mossèn Camil Geis, 2. Glossari de pietat. Poemes eucarístics. Geòrgiques eucarístiques. Rosa mística. Muntanya santa. Barcelona: Editorial Arca.
- 1964: Obres de Mossèn Camil Geis, 3. Veni Creator. Represa. Entre dos mons. Lírica piadosa. Barcelona: Editorial Arca.
- 1976: De primavera a reravera. Obra poètica completa. Impremta Joan Sallent. Pròleg d'Octavi Saltor.

Poemes presentats als Jocs Florals de Barcelona
- 1921: Balada autumnal.
- 1921: La nit del misteri.
- 1922: Elegia de pressentiments.
- 1922: El místic col·lotge. (1r accèssit a la Viola d'or i d'argent)
- 1922: Balada estival
- 1923: Patriarcal
- 1923: Balada bíblica (3r accèssit a la Viola d'or i d'argent)
- 1923: L'elegia del xiprer
- 1924: Com el cérvol abrusat
- 1926: Balada del Novembre
- 1926: Tres cançons
- 1926: Elogi del meu llessamí florit
- 1927: El vent de la fam que passa...
- 1927: Lloa al xiprer
- 1927: Vora la platja del meu cor
- 1927 i 1928: Balada de Maig
- 1927 i 1928: Balada de Novembre
- 1928: Balada del bosc tallat
- 1928: Paisatges i moments
- 1928, 1930, 1931 i 1932 i 1933: Maria de Magdala (premi de la Viola d'or i d'argent el 1933)
- 1930: Balades. D'una col·lecció
- 1931: Anima endins i anima enfora
- 1932: Pels camins invisibles
- 1932: Balada mitológica
- 1932: Oda nova a Primavera
- 1933: L'eterna passió de Crist (1r accèssit a la Viola d'or i d'argent)[7]
- 1933: L'antic filòsof i el modern poeta
- 1933: Perfums de balada i de cançó
- 1934: La festa de les llengües
- 1934: La veu dels nostres morts
- 1934: Poemes de posada i de camí
- 1934: La mort del pi de les tres branques
- 1934 i 1935: El meu Divendres Sant (premi de la Viola d'or i d'argent el 1935)

### Prosa
- 1950: Festes senyalades (recull d'articles). Sabadell: Fundació Mossèn Cardona.
- 1956: Honorable senectud. Sabadell: Patronat Local de la Vellesa.
- 1978: Del millor dels mons (assaig). Premi Narcís Oller.Jocs Florals de Barcelona de 1975. Barcelona: Consistori dels Jocs Florals de Barcelona. Impremta Vídua de Fidel Bot. Separata.
- 1981: Pas i repas. Prosa, 1. Sabadell: Amics de les Arts i de les Lletres de Sabadell. ISBN 84-300-4327-6.

### Teatre infantil i juvenil
- 1928: L'estel d'Orient (lletra i música). Mataró: Casa Patuel. Biblioteca Iluro.
- 1931: Els taujans. Mataró: Casa Patuel. Biblioteca Iluro.
- 1931: Nadales i pastors (música sobre text de Salvador Sabater i Oliver). Mataró: Casa Patuel. Biblioteca Iluro.
- 1934: El Nadal de la cancó: Poema-glossari de cançons populars per a l'escena infantil (lletra i música). Barcelona. Llibreria Catòlica.
- 1935: El sabater de Vallmoll: rondalla popular escenificada en dos actes. Sabadell: Impremta Gispert.

### Folklore
- 1930: Nou aplec de velles nadales. Barcelona: Edicions Juventus.
- 1935: Llibre de rondalles populars. Barcelona: Llibreria i Tipografia Catòlica. Il·lustracions de Jaume Busquets.

### Treballs històrics i biogràfics
- 1939: L'enfer sur la terre et Dieu partout. Dix mois de sacerdoce dans la Catalogne rouge (juillet 1936 - avril 1937). Avinyó: Maison Aubanel Père. Préface de Pierre l'Ermite.
- 1943: La poesía de San Juan de la Cruz. IV centenario de su nacimiento. Sabadell: Caja de Ahorros de Sabadell.
- 1968: Un periodista sabadellenc mort a Gènova: Joan Costa i Deu. Sabadell: Fundació Bosch i Cardellach. Quaderns d'arxiu, 14.
- 1986: Els que he trobat pel camí.Sabadell: Editorial Ausa. ISBN 84-86329-10-8
- 1971: L'ermità de Samalús. Biografia de Mn. Ramon Garriga i Boixader i tria i revisió d'escrits d'aquest mestre en gai saber. Barcelona: Impremta i Editorial Altés. Pòrtic de Prudenci Bertrana.
- 1972: Un centenari. Mossèn Josep Cardona i Agut. 1871-1971.Sabadell: Acadèmia Catòlica de Sabadell.
- 1978: Acadèmia Miralles. Sabadell: Agulló-Costa.

### Articles
- 1978-1981: Sabadell: Revista Quadern, números 2 al 24. Secció Herbejant al camp del llenguatge. Signant amb el pseudònim Filo Prim.
- 1978: Agnès Armengol. Sabadell: Revista Quadern, número 5, pàgines 103-104.

### Escrits religiosos
- 1985: El nostre pa de cada festa. Glosses homilètiques publicades durant un trienni litúrgic. Sabadell: Amics de les Arts i de les Lletres de Sabadell. Biblioteca Quadern, 10. ISBN 84-398-5202-9.

## Premis i guardons
- 1922. 1r accèssit a la Viola d'or i d'argent als Jocs Florals de Barcelona pel poema El místic col·lotge.
- 1923. 3r accèssit a la Viola d'or i d'argent als Jocs Florals de Barcelona pel poema Balada bíblica.
- 1933. 1r accèssit a la Viola d'or i d'argent als Jocs Florals de Barcelona pel poema L'eterna passió de Crist.
- 1933. Viola d'or i argent als Jocs Florals de Barcelona pel poema Maria de Magdala.
- 1935. Viola d'or i argent als Jocs Florals de Barcelona pel poema El meu Divendres Sant.
- 1969. Premi Ciutat de Barcelona de Poesia per l'obra Bestiari Hagiogràfic (publicat dins de De primavera a reravera).
- 1971. És nomenat Mestre en Gai Saber en els Jocs Florals de Barcelona.
- 1976. Títol de Fill Adoptiu i Medalla d'Or de la Ciutat de Sabadell.